# Sierakowy
Sierakowy – wieś w Polsce położona w województwie kujawsko-pomorskim, w powiecie radziejowskim, w gminie Topólka.

## Podział administracyjny
W latach 1975–1998 miejscowość administracyjnie należała do województwa włocławskiego. Wieś sołecka – zobacz jednostki pomocnicze gminy Topólka w BIP.
Od 1 stycznia 2023 dotychczasowa część wsi Sierakowy o nazwie Emilianowo, posiadająca SIMC 0870681, uzyskała status wsi.

## Demografia
Według Narodowego Spisu Powszechnego (III 2011 r.) liczyła 279 mieszkańców. Jest czwartą co do wielkości miejscowością gminy Topólka.

## Historia
Wieś znana w XVI wieku jako Sirakowy, w rejestrach poborowych z roku 1557 zanotowano wówczas pobór z 10 łanów kmiecych, było 4 zagrodników (Pawiński Kod. Wielkop. t.II s.31). W wieku XIX wieś w powiecie nieszawskim, gminie Czamanin parafii Mąkoszyn, 30 wiorst na południowy zachód od Nieszawy. Według spisu z roku 1827 mieszkańców było 118 w 11 domach. W roku 1885 było tu 179 mieszkańców. Folwark Sierakowy posiadał w roku 1878 rozległość mórg 682. Wieś Sierakowy posiadała wówczas 36 osad, mórg 180. W skład dóbr Sierakowy przed rokiem 1878 wchodził także folwark Janowice.